# Hitomi (piosenkarka)
hitomi (jap. ヒトミ), właściwie Hitomi Furuya (jap. 古谷 仁美 Furuya Hitomi; ur. 26 stycznia 1976 w Tochigi) – japońska modelka, piosenkarka, autorka tekstów i właścicielka wytwórni fonograficznej.
Zadebiutowała w 1993 roku i wkrótce stała się jedną z najpopularniejszych piosenkarek popowych w Japonii. W 2006 roku wystąpiła w filmie Shin’yi Tsukamoto Akumu tantei.

## Dyskografia

### Albumy
- 1995 – GO TO THE TOP
- 1996 – by myself
- 1997 – deja-vu
- 1999 – thermo plastic
- 2000 – LOVE LIFE
- 2002 – huma-rhythm
- 2004 – TRAVELER
- 2006 – LOVE CONCENT

### Kompilacje
- 1999 – h
- 2002 – SELF PORTRAIT
- 2003 – HTM -TIARTROP FLES-

### Single
- 1995 – Let's Play Winter
- 1995 – WE ARE "LONELY GIRL"
- 1995 – CANDY GIRL
- 1995 – GO TO THE TOP
- 1996 – Sexy
- 1996 – In the future
- 1997 – by myself
- 1997 – BUSY NOW
- 1997 – problem
- 1997 – PRETTY EYES
- 1998 – sora
- 1998 – Progress
- 1999 – Someday
- 1999 – kimi no tonari
- 1999 – there is...
- 1999 – taion
- 2000 – LOVE 2000
- 2000 – MARIA
- 2000 – kimi ni KISS
- 2001 – INNER CHILD
- 2001 – IS IT YOU?
- 2001 – I Am / innocence
- 2002 – SAMURAI DRIVE
- 2002 – Understanding
- 2002 – flow / BLADE RUNNER
- 2004 – HIKARI
- 2004 – kokoro no tabibito / SPEED STAR
- 2005 – Japanese girl
- 2005 – Love Angel
- 2005 – CRA"G"Y☆MAMA
- 2006 – GO MY WAY
- 2006 – Ai no Kotoba